# 貪食合鰓鰻
貪食合鰓鰻為輻鰭魚綱鰻鱺目通鰓鰻科的其中一種，分布於中西太平洋Valu Fa Rise海域，為深海魚類，棲息深度可達1750公尺，體長可達24.3公分，生活在大陸坡。

## 擴展閱讀
維基物種上的相關：貪食合鰓鰻